# 9.5カラット
『9.5カラット』（きゅうてんごカラット）は、1984年12月21日にフォーライフ・レコードからリリースされた井上陽水のセルフカバー・アルバムである。

## 解説
当作品は『氷の世界』に続き、陽水2作目のミリオンセラーとなった。当時の陽水は、安全地帯「ワインレッドの心」「恋の予感」、中森明菜「飾りじゃないのよ涙は」等、自身の曲以外にも提供曲が続けざまに大ヒットするヒットメーカーだった。
タイトルはダイアモンドのカラット数に絡めたものだが、「自身の作品だけで（収録曲全てを）占めていないので、その部分をマイナスしてタイトルを決めた」と発売当時のインタビューで話している。

## 形態・再発盤
レコードとCDが同時リリースされ、1990年と2001年にCDのみで、2009年はSHM-CD仕様、2019年にはUHQCD仕様としてそれぞれ再発売された。

## 記録
累計売上は155万枚。
本作品で、第27回日本レコード大賞アルバム大賞受賞。日本武道館で行われた授賞式で、安全地帯と共演で「飾りじゃないのよ涙は」を歌唱した。

## 収録曲
| #         | タイトル                           | 作詞       | 作曲      | 編曲      | オリジナルの歌唱者 | 時間  |
| --------- | ---------------------------------- | ---------- | --------- | --------- | ------------------ | ----- |
| 1.        | 「はーばーらいと」(1977年)         | 松本隆     | 井上陽水  | 星勝      | 水谷豊             | 4:40  |
| 2.        | 「ダンスはうまく踊れない」(1977年) | 井上陽水   | 井上陽水  | 久石譲    | 石川セリ           | 4:31  |
| 3.        | 「TRANSIT」(1984年)                | 松任谷由実 | 井上陽水  | 星勝      | 小林麻美           | 4:21  |
| 4.        | 「A. B. C. D.」(1982年)            | 井上陽水   | 井上陽水  | 星勝      | 沢田研二           | 4:25  |
| 5.        | 「恋の予感」(1984年)               | 井上陽水   | 玉置浩二  | 萩田光雄  | 安全地帯           | 4:25  |
| 合計時間: | 合計時間:                          | 合計時間:  | 合計時間: | 合計時間: | 合計時間:          | 22:22 |

| #         | タイトル                         | 作詞         | 作曲      | 編曲      | オリジナルの歌唱者 | 時間  |
| --------- | -------------------------------- | ------------ | --------- | --------- | ------------------ | ----- |
| 1.        | 「いっそ セレナーデ」(1984年)    | 井上陽水     | 井上陽水  | 星勝      |                    | 3:14  |
| 2.        | 「飾りじゃないのよ涙は」(1984年) | 井上陽水     | 井上陽水  | 久石譲    | 中森明菜           | 4:40  |
| 3.        | 「からたちの花」(1983年)         | 流れ星犬太郎 | 井上陽水  | 星勝      | 樋口可南子         | 4:30  |
| 4.        | 「ワインレッドの心」(1983年)     | 井上陽水     | 玉置浩二  | 萩田光雄  | 安全地帯           | 5:23  |
| 合計時間: | 合計時間:                        | 合計時間:    | 合計時間: | 合計時間: | 合計時間:          | 17:47 |

## 演奏
- Drums：上原裕
- Bass：中村裕二, 高水健司
- Guitar：土方隆行, 芳野藤丸, 矢島賢, 武沢豊
- Synthesizer：川島裕二, 土岐英史, 久石譲
- Violin：篠崎正嗣
- Strings：多グループ, 加藤グループ
- Chorus：井上陽水